# Clarice Benini
Clarice Benini (Firenze, 8 gennaio 1905 – Rufina, 6 settembre 1976) è stata una scacchista italiana.

## Biografia
Figlia d'arte, rimase orfana a quindici anni: il padre Giuseppe, appassionato e discreto giocatore, morì durante un torneo di scacchi a Viareggio. 
Nel 1976, a settantuno anni, Clarice fu uccisa da un suo vicino di casa, un contadino impazzito che aveva appena ucciso la moglie e due figli, nelle campagne di Rufina, in località Poggio a Vico (attuale città metropolitana di Firenze).

## Carriera scacchistica

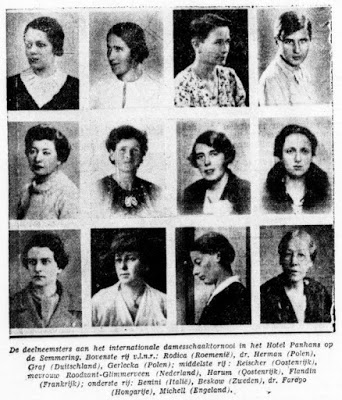
Partecipanti al Torneo di Semmering del 1936. Benini è la prima in basso a sinistra

Nel 1936 si classificò al secondo posto, su dodici partecipanti, dietro la forte giocatrice tedesca Sonja Graf, nel torneo internazionale femminile di Semmering, nei pressi di Vienna. Per questo successo l'ASI (Associazione Scacchistica Italiana, denominazione della Federazione Scacchistica Italiana dal 1928 al 1946) le assegnò il titolo di maestro ad honorem.
Nel 1937 partecipò al campionato del mondo femminile a Stoccolma, dove si classificò seconda con il punteggio di 10/14, precedendo la lettone Milda Lauberte e la stessa Graf.
L'ottimo risultato è ancora più eclatante se si considerano la modesta esperienza internazionale di Clarice (al suo secondo torneo importante) e la personalità della vincitrice: la cecoslovacca Vera Menchik che concluse il torneo con 14 punti su 14.
La Menchik vinse ininterrottamente tutti i sette titoli mondiali disputati dal 1927 al 1939 con altissimi punteggi e solo la sua morte, avvenuta in un bombardamento a Londra nel 1944, pose fine ad un predominio assoluto.
Dopo il lusinghiero risultato di Stoccolma, l'ASI organizzò i campionati femminili italiani e Clarice vinse le prime due edizioni: nel 1938 a punteggio pieno e  nel 1939, precedendo, in entrambe le occasioni, Nelly Lanza. 
Successivamente i campionati non furono più disputati e riprenderanno solo nel 1973.
La Benini partecipò nuovamente al mondiale femminile nel 1950 a Mosca, i primi organizzati dopo la guerra. La mancanza di una adeguata preparazione non permise all'italiana di ripetere il successo del 1937. Ottenne, comunque, un buon punteggio classificandosi al nono posto.
Nel 1950 la FIDE le conferì il titolo di maestro internazionale femminile.
Raggiunse ancora altri lusinghieri risultati nei tornei internazionali femminili di Abbazia (1953-54) dove si piazzò seconda con 13,5 punti su 17, di Gardone (1956) che la vide imbattuta al primo posto e di Amsterdam (1957) ancora prima ed imbattuta.
Nella sua carriera Clarice partecipò dignitosamente, oltre a quelli femminili già citati, anche ai campionati italiani "assoluti".
La Benini continuò a giocare presso il Circolo Scacchistico Fiorentino per qualche anno ancora, poi abbandonò l'attività agonistica per una malattia agli occhi, a metà degli anni sessanta.
Per i risultati raggiunti ed il suo gioco aggressivo e brillante è considerata la più forte giocatrice italiana di tutti i tempi e tra le migliori dell'Europa occidentale.

## Partite
Sono trascritte due vittorie della Benini in notazione algebrica italiana. La prima contro la vincitrice di 17 campionati 
femminili danesi, la seconda contro la più forte giocatrice francese negli anni cinquanta e sessanta. Chaudè de Silans fu, anche, la 
prima donna a prendere parte alle Olimpiadi "maschili".
Clarice Benini - Ingrid Larsen (Mosca, campionato mondiale femminile, 1950)

1.d4 d5 2.Cf3 Cf6 3.c4 e6 4.Cc3 Cbd7 5.Ag5 Ae7 6.e3 O-O 7.Tc1 a6 8.a3 c5
9.dxc5 Cxc5 10.cxd5 exd5 11.Ae2 Ae6 12.O-O Tc8 -13.Cd4 Cce4 14.Cxe4 Cxe4
15.Cxe6 Txc1 16.Cxd8 Txd1 17.Axe7 Txf1+ 18.Rxf1 Te8 19.f3 Txe7 20.fxe4 Td7
21.Cxb7 Txb7 22.b4 dxe4 23.Axa6 Ta7 24.b5 Rf8 25.a4 Re7 26.Re2 Rd6
27.Rd2 Rc7 28.Rc3 Txa6 29.bxa6 Rb6 30.g4 Rxa6 31.Rd4 Ra5 32.Rxe4 Rxa4
33.Rd5 Rb4 34.g5 Rc3 35.h4 Rd3 36.e4+ Re3 37.Re5 Rf3 38.Rf5 Rg3 39.h5 Rh4
40.h6 g6 41.Rf6 Rg4 42.Rxf7 1-0
Chantal Chaudé de Silans - Clarice Benini (Mosca, campionato mondiale femminile, 1950)

1.d4 d5 2.c4 c6 3.Cf3 Cf6 4.Cc3 dxc4 5.a4 Af5 6.e3 e6 7.Axc4 Ab4 8.O-O O-O
9.Ce2 h6 10.Cg3 Ah7 11.De2 Cbd7 12.e4 De7 13.Ce5 Tad8 14.Cxd7 Txd7 15.e5 Cd5
16.Ch5 Rh8 17.f4 Cb6 18.Ae3 Cxc4 19.Dxc4 Td5 20.Dc1 Tfd8 21.Tf3 Dh4
22.Th3 Dg4 23.f5 Axf5 24.Cf4 Txd4 25.Axd4 Txd4 26.Tf3 Ad2 27.Dc5 Axf4
28.h3 Dxf3 29.Df8+ Rh7 30.gxf3 Td2 31.Db4 g5 32.Dxb7 Rg6 33.Te1 Axh3 
34.Db8 Rh5 35.Dg8 Rh4 36.Dxf7 Rg3 37.Dh5 Ae3+  0-1